# کیم یو-جین
کیم یو-جین (انگلیسی: Kim Yu-jin؛ متولد ۱۳ آوریل ۱۹۹۱) یک تکواندوکار اهل کره جنوبی است.
وی در مسابقات قهرمانی تکواندو جهان ۲۰۱۳ در پوئبلا، با شکست یامیسل نونز در مرحله نیمه نهایی و آنا زانینوویچ در بازی نهایی، در کلاس خروس‌وزن (سبک‌وزن) زنان مدال طلا را از آن خود کرد.